# Allocosa noctuabunda
Allocosa noctuabunda este o specie de păianjeni din genul Allocosa, familia Lycosidae. A fost descrisă pentru prima dată de Montgomery, 1904. Conform Catalogue of Life specia Allocosa noctuabunda nu are subspecii cunoscute.